# Harrison (Metro de Chicago)
Harrison es una estación en la línea Roja del Metro de Chicago. La estación se encuentra localizada en 608 South State Street en Chicago, Illinois. La estación Harrison fue inaugurada el 17 de octubre de 1943.  La Autoridad de Tránsito de Chicago es la encargada por el mantenimiento y administración de la estación.

## Descripción
La estación Harrison cuenta con 1 plataforma central y 2 vías. 

## Conexiones
La estación es abastecida por las siguientes conexiones: 
Rutas del CTA Buses:
- #2 Hyde Park Express
- #6 Jackson Park Express  (sentido Sur)
- #10 Museum Of Science & Industry
- #29 State (nocturno)
- #36 Broadway  (sentido Sur)
- #62 Archer (sentido Sur) (nocturno)
- #145 Wilson-Michigan Express
- #146 Inner Drive-Michigan Express